# Siraro
Siraro ou Seraro est un woreda du centre-sud de l'Éthiopie, situé dans la zone Mirab Arsi de la région Oromia. Il a 145 649 habitants en 2007. Son centre administratif est Ropi.

## Situation
Dans la vallée du Grand Rift, limitrophe de la région des nations, nationalités et peuples du Sud et de la région Sidama, le woreda est entouré par les woredas Shala et Shashamene dans la zone Mirab Arsi de la région Oromia.
Il est bordé à l'ouest par la rivière Bilate.
Son centre administratif, Ropi,, ou Robi, est desservi par des routes secondaires dans l'ouest du woreda, vers 1 700 m d'altitude.

## Histoire
Avant 1995, Siraro est à l'extrémité sud de la province du Choa (dans l'awraja Haykoch et Boutajira) et peut-être en partie aussi dans l'awraja Sidama de la province de Sidamo.
À la réorganisation du pays en régions, Siraro est un grand woreda  incluant le futur woreda Shala et se rattache à la zone Misraq Shewa de la région Oromia.
Il rejoint la zone Mirab Arsi et se sépare de Shala probablement en 2007.

## Population
D'après le recensement national réalisé en 2007 par l'Agence centrale de la statistique d'Éthiopie, le woreda compte 145 649 habitants et 4 % de sa population est urbaine.
La majorité des habitants (87 %) sont musulmans, 9 % sont protestants, 2 % sont orthodoxes et 2 % également sont catholiques.
Avec 5 172 habitants en 2007, Ropi est la seule agglomération recensée dans le woreda.
En 2022, la population du woreda est estimée à 207 138 personnes avec une densité de population de 346 personnes par km2 et 599 km2 de superficie.